# Goethe!
Goethe! är en tysk historisk dramafilm från 2010 i regi av Philipp Stölzl. I huvudrollerna ses Alexander Fehling, Miriam Stein och Moritz Bleibtreu. Filmen är en fiktionaliserad version av poeten Johann Wolfgang von Goethes unga år och händelserna som utgör grunden för hans roman Den unge Werthers lidanden.

## Handling
Året är 1772 och vid universitetet i Strasbourg misslyckas den unge Johann Wolfgang Goethe med sin doktorsexamen i juridik. Trots att han vill bli poet, skickar hans far honom att arbeta på Rikskammarrätten, den kejserliga domstolen i den lilla staden Wetzlar. Hans arbetsuppgift blir där att läsa sin bistra chef Kestners gamla akter, men han finner även vänskap hos annan ung anställd, Wilhelm Jerusalem, som tar med Goethe på en dans.
På dansen möter Goethe Lotte Buff, dotter till en änkling som bor i en gammal herrgård utanför staden, där hon ser efter sina sju yngre syskon. De två utvecklar en nära vänskap och Goethe förälskar sig i den attraktiva och livliga unga Lotte. Men hon är inte fri att följa sitt hjärta, hon är bortlovad för att genom en allians rädda sin familjs usla ekonomi. 

## Rollista i urval
- Alexander Fehling - Johann Wolfgang Goethe
- Miriam Stein - Lotte Buff
- Moritz Bleibtreu - Albert Kestner
- Volker Bruch - Wilhelm Jerusalem
- Burghart Klaussner - Lottes far
- Henry Hübchen - Goethes far
- Hans-Michael Rehberg - domare Kammermeier